# Čtenářství

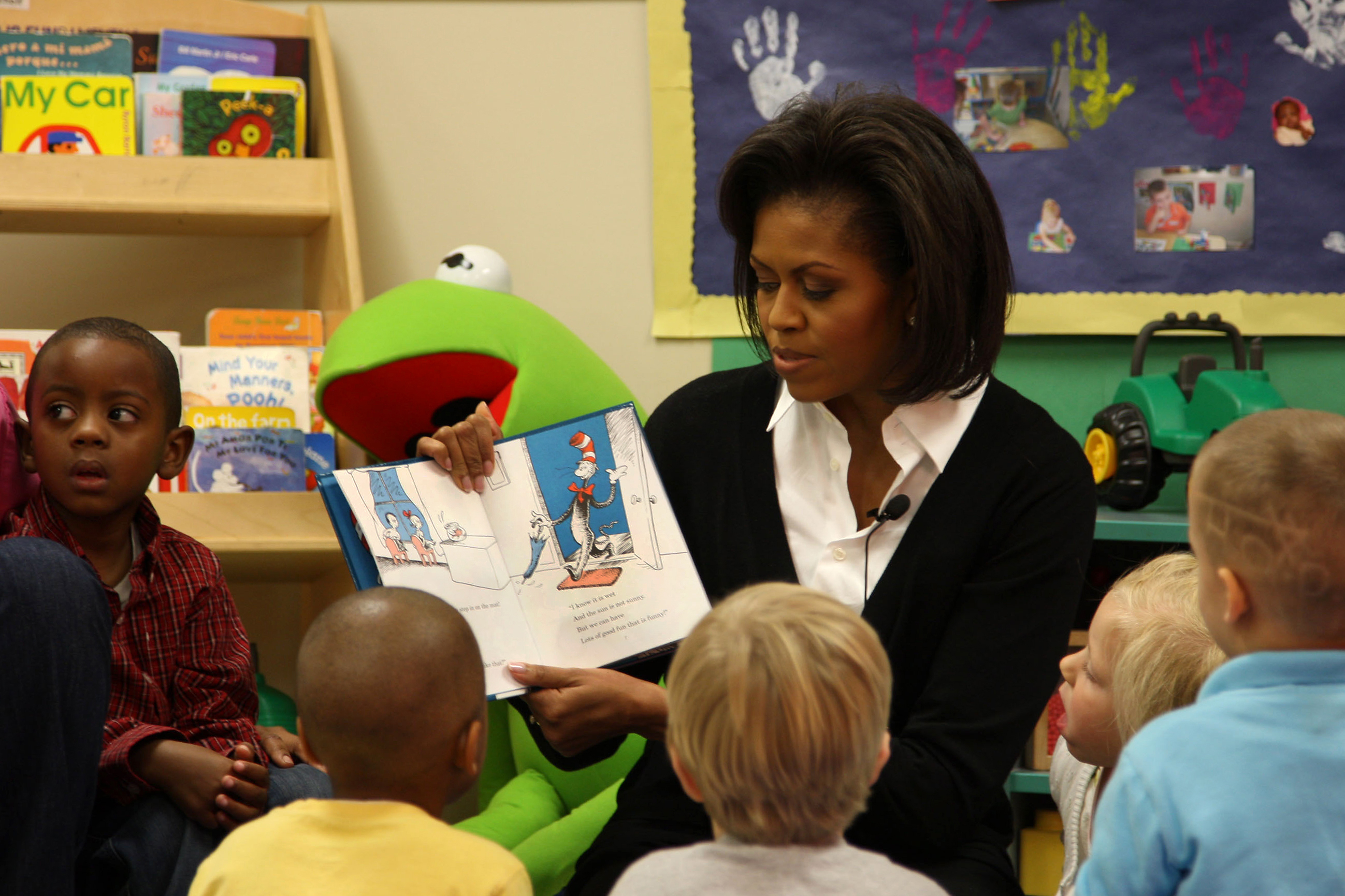
První dáma Spojených států amerických Michelle Obamová předčítá dětem v Prager Child Development Center, Fort Bragg, N.C. knížku The Cat in the Hat

Čtenářství je plánovité a cílené rozvíjení četby za pomoci školy, knihoven a jiných vzdělávacích institucí, často je doprovázeno institucionálně organizovanými kampaněmi a podpůrnými akcemi. Pojem čtenářství se používá zejména v souvislosti s dětskou populací. Od čtení se čtenářství liší tím, že je vždy spojeno se záměrnou dobrovolnou činností, se zálibou.

## Výchova ke čtenářství
S výchovou ke čtenářství je důležité začít co nejdříve. Dítě zpočátku bývá pozorným a vděčným posluchačem, během školní docházky se pak pozvolna stane aktivním čtenářem. Doporučuje se střídání se ve čtení s dospělým, aby se z četby pro dítě nestala pouze nutná povinnost. Podle Rajdlové má v počátcích dětského čtenářství velký význam čtení nahlas, které později vystřídá čtení potichu (dítě si čte ve škole, doma a začíná i se čtením v knihovně). Dále je v této fázi čtenářského vývoje dítěte důležitý vhodný výběr textů, dítěti usnadní četbu zejména vhodná grafická úprava textu, jakou je větší typ písma, přitažlivé ilustrace, přehledné členění textu. To by mělo být také vodítkem pro knihovníka, který doporučuje malému čtenáři vhodný typ knih ke čtení.
Jedním z moderních způsobů výchovy ke čtení je také osobní kniha – je přizpůsobena konkrétnímu čtenáři a vytištěna v jediném exempláři přímo pro něj. Dítě se prokazatelně lépe soustředí, pokud příběh pojednává o něm.

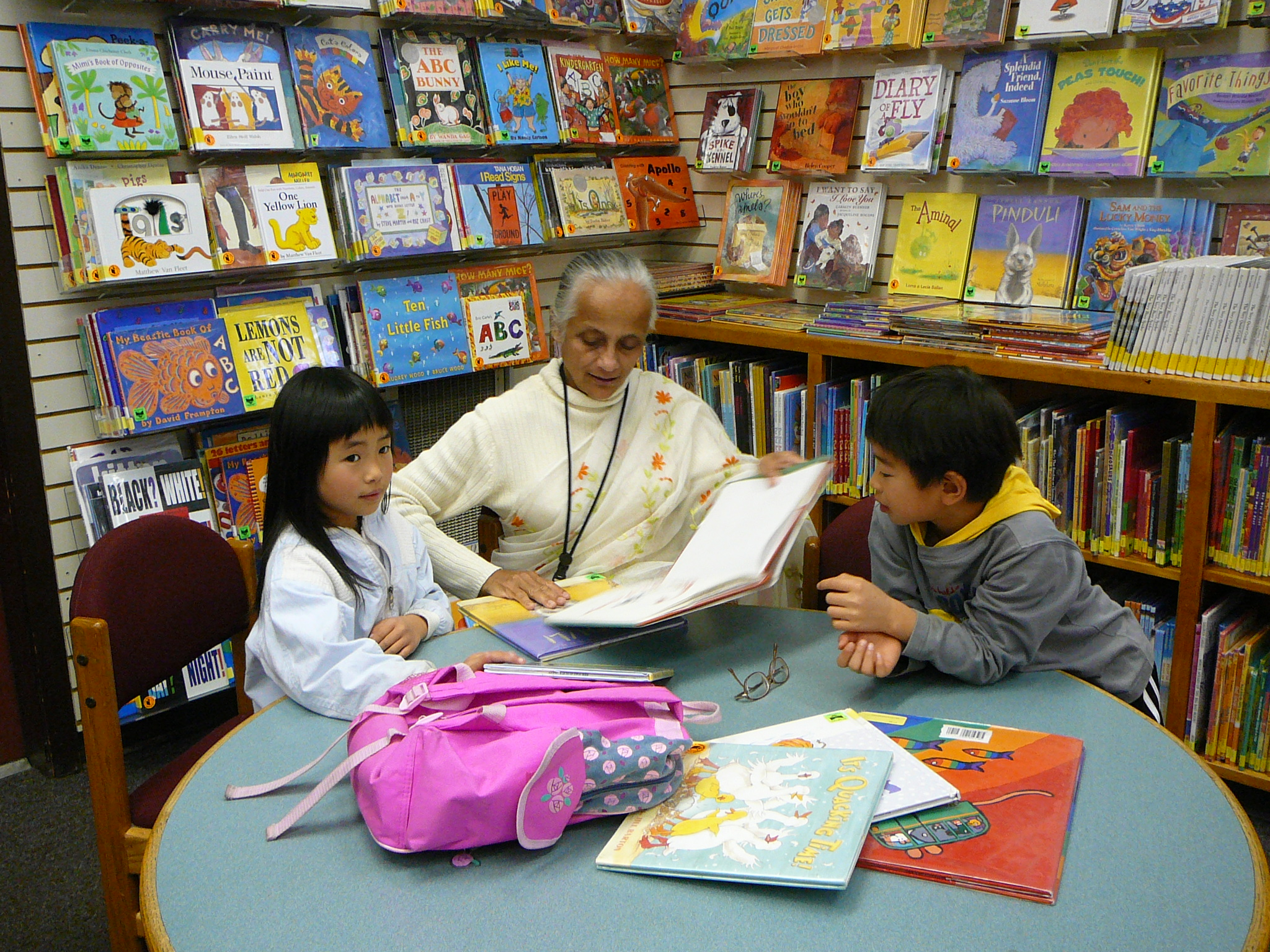
Předčítání v San José Public Library, Kalifornie

## Předčítání
V podpoře čtenářství a rozvoji dětské četby je dále důležité hlasité předčítání. Podle Kovaříkové by bylo vhodné, aby každý den končil čtením či vyprávěním. Večerní čtení by se nemělo vynechat, protože dítě je pak vnímá jako stejně důležitou součást života, jako jsou jídlo, hygiena nebo pracovní povinnosti. Pokud se vypráví říkadla nebo příběhy zpaměti, je dobré držet knihu v ruce, listovat v ní a ukazovat obrázky, ke kterým se vyprávěné váže.
Každé dítě se jinak vyvíjí a podle toho se také různou rychlostí vyvíjí jeho vztah k obsahu a formě literatury. Je dobré vědět, co se hodí pro kterou věkovou skupinu, aby se dítě nenudilo něčím, co ho už nezajímá, ale také něčím, čemu ještě nerozumí. Důležité je číst dětem pravidelně a nepřestávat ani ve chvíli, kdy se dítě naučí „technicky“ samo číst. Pro dítě je vlastní čtení dlouho jen práce a povinnost a poslech předčítání radost a zábava.
Postup předčítání by měl být podle Kovaříkové následující:
- seznámit dítě s knihou – stručně povyprávět o obsahu, ukázat obrázky, půjčit dítěti knihu do ruky,

- motivovat ke čtení – navození atmosféry, např. prostřednictvím zážitků dětí,

- vlastní čtení – mělo by být nepřerušované,

- práce s textem – následuje po vlastním předčítání, jedna z nejdůležitějších fází předčítání.

## Podpora čtenářství v České republice
Propagaci četby a podpoře čtenářství se v České republice věnují jednotlivé organizace s vlastními projekty a kampaněmi v lokálním i celorepublikovém rozsahu. Jsou to zejména městské a regionální knihovny zaštiťované Svazem knihovníků a informačních pracovníků České republiky (SKIP), Česká sekce IBBY (International Board on Books for Young People při UNESCO), společnost Svět knihy při Svazu českých knihkupců a nakladatelů, Klub ilustrátorů dětské knihy, Obec spisovatelů, veletrh dětské knihy v Liberci, a také nakladatelé knih pro děti a mládež se svými knižními kluby nebo knihkupci.

### Propagační akce a kampaně

#### Svaz knihovníků a informačních pracovníků
- Světový den knihy a autorských práv (World Book Day and Copyright Day) – vyhlášen světovou organizací UNESCO na 23. dubna, akce snaží různými aktivitami podporovat čtení v souvislosti s ochranou duševního vlastnictví autorů.[5]

- Březen – měsíc čtenářů – akce navazuje na předchozí Březen – měsíc knihy, později Březen – měsíc internetu. V roce 2010 proběhl nultý ročník zacílený přímo na čtenáře. Cílem akce je zjistit aktuální stav čtenářství, zjistit, proč čtenáři do knihoven nechodí, co je potřebné změnit, propojit čtenáře, organizace a instituce zabývající se četbou a čtenářstvím ke společné mediální kampani.[6]

- Mezinárodní den dětské knihy – je vyhlašován od roku 1967 pod záštitou Mezinárodního sdružení pro dětskou knihu (International Board on Books for Young People, též IBBY) a symbolicky připadá na 2. duben, den výročí narození Hanse Christiana Andersena.[7] Na oslavu MDDK je každoročně pořádána mezinárodní akce Noc s Andersenem.[8]

- Týden knihoven – vyhlašuje od roku 1996 sekce veřejných knihoven SKIP, připadá na první týden v říjnu. Týden knihoven zahajuje Velké říjnové společné čtení. Dále je udělována cena Knihovna roku, a to jako ohodnocení dlouhodobých zásluh o rozvoj knihovnictví v obcích nebo za mimořádný přínos k rozvoji veřejných knihovnických a informačních služeb.[9]

- Den pro dětskou knihu – předvánoční akce k propagaci knih a čtenářství, připadá na poslední neděli před adventem.[10]

#### Národní pedagogická knihovna Komenského a Ústav pro informace ve vzdělávání
- Už jsem čtenář – kniha pro prvňáčka – cílem projektu je rozvoj četby hned od prvních měsíců školní docházky dětí, vytvoření základů návyků pravidelného čtení a potřeby využívat pro získávání vědomostí veřejné nebo školní knihovny i ostatní kulturní instituce v místě bydliště.[11]

#### Obecně prospěšná společnost Celé Česko čte dětem
- Projekt Celé Česko čte dětem – v rámci osvětové činnosti pořádá společnost konference a přednášky, jejichž cílem je seznámit osoby (tzv. tvůrce veřejného mínění) ze škol, školek, knihoven, nemocnic a dětských domovů s problematikou dětské četby, předčítání a aktivitami projektu Celé Česko čte dětem v rámci České republiky. Projekt zaštiťuje Ministerstvo kultury České republiky, Ministerstvo školství, mládeže a tělovýchovy České republiky a mezinárodní organizace UNICEF. Osobní záštitu nad kampaní nese Václav Havel.[12]

#### Svaz českých knihkupců a nakladatelů a společnost Svět knihy, s. r. o.
- Kampaň Rosteme s knihou – propagační kampaň na podporu čtení knih v České republice byla zahájena na veletrhu Svět knihy Brno 2005. Projekt je realizován ve spolupráci s profesními a mediálními organizacemi a subjekty, které působí v oblasti propagace četby, příp. aktuálně pracují na projektech, jež se této problematiky týkají. Projekt je zaměřen na zvyšování čtenářské gramotnosti.[13]

### Projekty na doporučování četby
Vedle řízených kampaní a akcí propagujících četbu a čtenářství dále existují projekty, které prostřednictvím webových stránek či databází nabízí uživatelům konkrétní tituly k přečtení. Jedná se o tzv. projekty zaměřující se na doporučování četby.
- BiblioHelp – léčba knihou (http://www.bibliohelp.cz)
- Databázeknih.cz – Váš virtuální svět (http://www.databazeknih.cz)
- Celé Česko čte dětem – pouze sekce Zlaté tituly (http://www.celeceskoctedetem.cz)
- Česká bibliografická databáze (http://www.cbdb.cz)
- Čítárny.cz – Dobré knihy (http://www.citarny.cz)
- Čtenář.net – Literatura pro všechny (http://www.ctenar.net/index.php)
- Čte(Sy)Rád – Čtenářův sympatický rádce (http://www.ctesyrad.cz/)
- Fantasy-scifi.net – Od fanoušků pro fanoušky (http://fantasy-scifi.net)
- iLiteratura – O literatuře v celém světě a doma (http://iliteratura.cz)
- Knihi.cz (http://www.knihi.cz)
- Knihovnice.cz – Pokladnice plná knih (http://www.knihovnice.cz Archivováno 9. 5. 2011 na Wayback Machine.)
- Knihovnička.net (http://www.knihovnicka.net)
- Knížky (https://web.archive.org/web/20190301213407/http://knizky.net/)
- Legie – Databáze knih fantasy a sci-fi (http://www.legie.info)
- Literární doupě – největší on-line knihovna vČR (http://ld.johanesville.net)
- Pitaval – databáze detektivní, thrillerové a špionážní literatury (http://www.pitaval.cz)
- Rosteme s knihou – Kampaň na podporu četby knih (http://rostemesknihou.cz Archivováno 8. 3. 2022 na Wayback Machine.)
- Originální knihy – osobní knihy pro děti (https://originalniknihy.cz)